# Saudi Stock Exchange

Logo van de beurs

De Saudi Stock Exchange (Arabisch: السوق المالية السعودية) of Tadawul (Arabisch:تداول) is de enige effectenbeurs in Saudi Arabië en staat onder toezicht van de Capital Market Authority.

## Geschiedenis
De beurs werd op 19 maart 2007 opgericht. De handel is mogelijk tussen 11:00 uur en 15:30 uur van zondag tot en met donderdag. Op 1 januari 2015 waren 169 bedrijven op de beurs genoteerd.
In juni 2015 heeft Saoedi-Arabië zijn aandelenmarkt geopend open voor buitenlandse institutionele beleggers. Tot die tijd konden alleen inwoners van de Arabische Golfstaten direct op de beurs beleggen. Buitenlandse partijen die worden toegelaten moeten minimaal 5 miljard dollar aan vermogen onder beheer hebben en meer dan vijf jaar ervaring. Verder zijn er restricties voor het maximale belang dat in buitenlandse handen mag komen. Ze mogen niet meer dan 10% van de totale beurskapitalisatie van de Tadawul in handen krijgen, ook niet meer dan 49% van de aandelen in een individueel bedrijf en tot slot mag een individuele buitenlandse belegger niet meer dan 5% van de aandelen van een bedrijf bezitten.
In juni 2018 besloot MSCI het land op te nemen in de MSCI Emerging Markets aandelenindex. In mei 2019 kwam Saudi Arabië  met een gewicht van 1,4% in de index en vanaf augustus 2019 is dit 2,7% geworden.
Per jaarultimo 2018 was de totale marktkapitalisatie SAR 1859 miljard (US$ 496 miljard).
In december 2019 kreeg Saudi Aramco een beursnotering aan de effectenbeurs. Er werden 3 miljard aandelen verkocht, ongeveer 1,5% van de 200 miljard aandelen in totaal, tegen een prijs van 32 riyal (US$ 8,53) per stuk. De totale opbrengst kwam daarmee uit op US$ 25 miljard. Tegen deze introductiekoers is de beurswaarde van het hele bedrijf zo'n US$ 1700 miljard, meer dan enig ander beursgenoteerd bedrijf ter wereld.
De effectenbeurs bestaat uit twee deelmarkten, de belangrijkste is de hoofdmarkt (Tasi) en dan is er nog een veel kleinere parallelmarkt (Nomu). Per jaareinde 2023 stonden er 223 bedrijven genoteerd aan de Tasi, ze hadden een totale marktkapitalisatie van SAR 9878 miljard  (US$ 2634 miljard). Veel van de aandelen zijn in vaste handen, waaronder de overheid in Saudi Aramco, en de marktwaarde van de free float was een vijfde van het totaal of SAR 2094 miljard. De Nomu telde 46 genoteerde bedrijven met een marktkapitalisatie van SAR 35 miljard.

## Tadawul All-Share Index
De Tadawul All-Share Index (TASI) is de belangrijkste beursindex. In de tabel het koersverloop van de TASI vanaf het jaar 2000: 
| Jaar | Stand per jaareinde | Verandering |  | Jaar | Stand per jaareinde | Verandering |  | Jaar | Stand per jaareinde | Verandering |
| ---- | ------------------- | ----------- |  | ---- | ------------------- | ----------- |  | ---- | ------------------- | ----------- |
| 2000 | 2258                |             |  | 2010 | 6621                | 8,2%        |  | 2020 | 8690                | 3,6%        |
| 2001 | 2430                | 7,6%        |  | 2011 | 6418                | –3,2%       |  | 2021 | 11.282              | 29,8%       |
| 2002 | 2518                | 3,6%        |  | 2012 | 6801                | 6,0%        |  | 2022 | 10.478              | –7,1%       |
| 2003 | 4438                | 76,2%       |  | 2013 | 8536                | 25,5%       |  | 2023 | 11.967              | 11,4%       |
| 2004 | 8206                | 84,9%       |  | 2014 | 8333                | –2,4%       |  |      |                     |             |
| 2005 | 16.713              | 103,7%      |  | 2015 | 6912                | –17,1%      |  |      |                     |             |
| 2006 | 7933                | –52,5%      |  | 2016 | 7210                | 4,3%        |  |      |                     |             |
| 2007 | 11.176              | 40,9%       |  | 2017 | 7226                | 0,2%        |  |      |                     |             |
| 2008 | 4803                | –57,0%      |  | 2018 | 7827                | 8,3%        |  |      |                     |             |
| 2009 | 6122                | 27,5%       |  | 2019 | 8389                | 7,2%        |  |      |                     |             |